# Mursmalbi
Mursmalbi (Lasioglossum nitidulum) är en biart som först beskrevs av Fabricius 1804. Den ingår i släktet smalbin och familjen vägbin.

## Beskrivning
Ett mörkt bi med metalliskt grönt huvud och mellankropp. Clypeus (munskölden) och pannan buktar något utåt. Hanen har dessutom gul spets på munskölden, svart överläpp och bruna käkar. Tergit 2 och 3 har vita hårfläckar; stora hos honan, mindre och med tiden lätt bortnötta hos hanen. Ett tämligen litet bi med en kroppslängd på ungefär 6 mm.

## Ekologi
Arten föredrar soluppvärmda mikrohabitat, som stensamlingar och sprickor i stentag, murar och gamla byggnader. Arten är polylektisk, den hämtar pollen från blommande växter i många olika växtfamiljer, som korgblommiga växter, korsblommiga växter, flockblommiga växter, kransblommiga växter, strävbladiga växter, solvändeväxter, klockväxter, vallmoväxter, amaryllisväxter, rosväxter, ranunkelväxter och grobladsväxter.
Honorna kommer fram från vintervistet i slutet av mars till början av april, och de unga hanarna från början av juli.
Huruvida arten är solitär eller eusocial råder det skilda meningar om. Boet byggs i regel i vägg-, klipp- och  mursprickor på torra ruderatområden, jordbankar eller vingårdar.

## Underarter och utbredning
Arten delas in i följande underarter:
- L. n. nitidulum – Västra europeiska kontinenten från Italien till södra Sverige
- L. n. hammi – Medelhavsöarna
- L. n. aeneidorsum – centrala Tyskland till Uralbergen och norra Balkan
- L. n. fudakowskii – endemisk för Kreta

I Sverige finns arten i Skåne, då framför allt i Lund och Malmö, där den främst är vanlig i Limhamns kalkbrott, ett numera nerlagt kalkbrott och naturreservat, samt i Varberg i Halland.
Arten saknas helt i Finland.

## Status
Globalt är arten ohotad och klassificeras av IUCN som livskraftig ("LC").
Arten rödlistades tidigare (2005 och 2010) som nära hotad ("NT") i Sverige, men är numera (sedan 2020) klassificerad som livskraftig ("LC").